# Bolkowice (Jarnołtówek)
Bolkowice (niem. Bolkenthal) – część wsi Jarnołtówek w Polsce położonej w województwie opolskim, w powiecie nyskim, w gminie Głuchołazy.
W latach 1975–1998 miejscowość należała administracyjnie do ówczesnego województwa opolskiego. Do 1975 należała do powiatu prudnickiego. Od 1 stycznia 1973 do 30 października 1975 w gminie Prudnk.
Bolkowice powstały dzięki pomocy finansowej przekazanej Jarnołtówkowi przez cesarzową Augustę Wiktorię po powodzi w 1903.